# Дзьосінський десант
Дзьосінський десант (у радянських джерелах ще звався Одецинський) відбувався в часі з 18 по 19 серпня 1945 року в північній Кореї у перебігу радянсько-японської війни. Десант здійснювався з кораблів радянського Тихоокеанського флоту.
Після вдалого проведення Сейсінського десанту та зайняття великої японської військово-морської бази командуючий Тихоокеанським флотом адмірал Іван Юмашев ставить завдання перед підлеглими частинами зірвати евакуацію сил противника на Японські острови. Для цього потрібно було здійснити десанти в іще незайняті радянськими військами порти північно-східного узбережжя Кореї, першим в плані Юмашев ставить Дзьосін (корейською Сонджін), що знаходився на 50 кілометрів південніше Сейсіна.
Виконання наказу про десантну операцію покладалося на особовий скдад Південного морського оборонного Тихоокеанського флоту, що знаходився на кораблях в Сейсіні, керував генерал Сергій Кабанов. Для виконання наказу Кабанов формує загін кораблів, до якого увійшли 6 торпедних катерів та сторожовий корабель «Завірюха», у склад десанту входять 77-й батальйон 13-ї бригади морської піхоти, також рота автоматників, 6 гармат та 6 мінометів — загалом 900 вояків, командиром десанту призначений майор М. Д. Карабанов, командуючим операції — каперанг Студеничников.
18 серпня десантний загін виходить із порту Сейсіна, перехід здійснювався в густому тумані.
19 серпня десант висаджується в Дзьосіні; по офіційній радянській версії, десантники займають порт та місто, примусили капітулювати японський гарнізон та захопили чималу кількість військового майна та кораблів.
Проте генерал Кабанов у своїх мемуарах згадував дещо інший хід подій, він зазначив, що на захоплених японських картах в Одесіні залізниця мала кінцеву зупинку, приморське шосе проходило в 10 кілометрах від міста, порт на карті взагалі не значився. До 6-ї вечора десант займає місто без спротиву — японські сили покинули вранці місто. Згідно спогадів Кабанова, порту там не було, лише невелика гавань з кількома спорудами на березі, знаходилося півтора десятка рибальських човнів.